# Kabinett Kompatscher I
Das Kabinett Kompatscher I war die XV. Südtiroler Landesregierung und gleichzeitig die erste unter Vorsitz von Landeshauptmann Arno Kompatscher. Das Kabinett war vom 16. Jänner 2014 bis zum 24. Jänner 2019 im Amt. Gewählt wurde es vom Südtiroler Landtag in seiner Zusammensetzung nach den Wahlen 2013.

## Zusammensetzung
| Name                | Amt                              | Partei | Sprachgruppe | Ressort |
| ------------------- | -------------------------------- | ------ | ------------ | --- |
| Arno Kompatscher    | Landeshauptmann                  | SVP    | deutsch      | Wirtschaft (Handwerk, Handel, Tourismus, Dienstleistungen und Industrie), Finanzen, Innovation und Forschung mit Universität, Außenbeziehungen, Vergabewesen und Infrastrukturen, Generaldirektion |
| Christian Tommasini | 1. Landeshauptmannstellvertreter | PD     | italienisch  | Italienische Kultur, Schule und Berufsbildung, Wohnbau, Genossenschaftswesen, öffentliche Bauten, Grundbuch und Kataster                                                                           |
| Richard Theiner     | 2. Landeshauptmannstellvertreter | SVP    | deutsch      | Raumordnung, Klima-, Natur- und Landschaftsschutz, Umweltagentur, Wasser und Energie |
| Philipp Achammer    | Landesrat                        | SVP    | deutsch      | Deutsche Kultur, Schule und Berufsbildung, Bildungsförderung, Integration |
| Waltraud Deeg       | Landesrätin                      | SVP    | deutsch      | Familie, Organisation der Landesverwaltung, Personal, Verfahrensvereinfachung, Informatik |
| Florian Mussner     | Landesrat                        | SVP    | ladinisch    | Ladinische Kultur, Schule und Berufsbildung, Museen und Denkmalpflege, Vermögen und Bauerhaltung, Mobilität und Straßendienst                                                                      |
| Arnold Schuler      | Landesrat                        | SVP    | deutsch      | Land- und Forstwirtschaft, land- und forstwirtschaftliches Versuchswesen, Brand- und Zivilschutz enschließl. Wasserschutzbauten, örtliche Körperschaften                                           |
| Martha Stocker      | Landesrätin                      | SVP    | deutsch      | Gesundheit, Sport, Sozialwesen, Arbeit |